# Домены для примеров
Некоторые доменные имена зарезервированы для использования в документации и примерах с целью избежать конфликтов с реально существующими сайтами и серверами. Эти имена недоступны для регистрации и использования в публичной системе доменных имён Интернета.

## Домены верхнего уровня
Доменные зоны .test, .example, .invalid и .localhost зарезервированы IANA для целей тестирования и для использования в документации:
- зона .test рекомендована для использования в программных тестах;
- зона .example рекомендована для использования в документации;
- зона .invalid предназначена для онлайн-конструирования, при этом название этой зоны указывает на недопустимость использования в реальном доменном имени;
- зона .localhost традиционно используется для локального хоста, запись типа «A» у доменного имени этой зоны указывает на зарезервированный адрес петлевого интерфейса в большом количестве реализаций программного обеспечения, поэтому эта доменная зона не должна использоваться в других целях во избежание технических конфликтов.

## Домены второго уровня

### Зарезервированные IANA
Доменные имена example.com, example.net, example.org зарезервированы в RFC 2606 и недоступны для регистрации.

The Internet Assigned Numbers Authority (IANA) also currently has the following second level domain names reserved which can be used as examples.
example.com
example.net
example.org
— RFC 2606, 1999, 3. Reserved Example Second Level Domain Names
Зарезервировав эти имена, IANA сделала возможным их использование в руководствах и примерах настройки программного обеспечения без риска возникновения конфликтов с уже зарегистрированными доменами или доменами, которые могут быть зарегистрированы в будущем. Таким образом, при написании документации можно быть уверенным, что не помешаете кому-либо, если её читатель  попытается использовать какой-либо пример без изменения.
Указав эти адреса в браузере интернет-страниц, вы наверняка увидите надпись:

As described in RFC 2606, we maintain a number of domains such as EXAMPLE.COM and EXAMPLE.ORG for documentation purposes. These domains may be used as illustrative examples in documents without prior coordination with us. They are not available for registration.— http://www.iana.org/domains/example/

### test.ru
В доменной зоне ru в 2009 году был зарезервирован домен test.ru.
С 1 сентября 2018 года решением Совета АНО «Координационный центр национального домена сети Интернет» от 05 июня 2018 года специальный статус доменного имени test.ru отменён (тогда же такого статуса были лишены доменные имена mil.ru, edu.ru, int.ru, gov.ru и ac.ru.

## Домены на национальных языках
| Язык                        | Punycode           | Ссылка                                                                  |
| --------------------------- | ------------------ | ----------------------------------------------------------------------- |
| Arabic (إختبار)             | xn--kgbechtv       | http://xn--mgbh0fb.xn--kgbechtv/ (недоступная ссылка)                   |
| Persian (آزمایشی)           | xn--hgbk6aj7f53bba | http://xn--mgbh0fb.xn--hgbk6aj7f53bba/ (недоступная ссылка)             |
| Chinese, simplified (测试)  | xn--0zwm56d        | http://xn--fsqu00a.xn--0zwm56d/                                         |
| Chinese, traditional (測試) | xn--g6w251d        | http://xn--fsqu00a.xn--g6w251d/ (недоступная ссылка)                    |
| Cyrillic (испытание)        | xn--80akhbyknj4f   | http://xn--e1afmkfd.xn--80akhbyknj4f/ Архивировано 5 декабря 2012 года. |
| Hindi (परीक्षा)                | xn--11b5bs3a9aj6g  | http://xn--p1b6ci4b4b3a.xn--11b5bs3a9aj6g/                              |
| Greek (δοκιμή)              | xn--jxalpdlp       | http://xn--hxajbheg2az3al.xn--jxalpdlp/                                 |
| Korean (테스트)             | xn--9t4b11yi5a     | http://xn--9n2bp8q.xn--9t4b11yi5a/                                      |
| Yiddish, Hebrew (טעסט)      | xn--deba0ad        | http://xn--fdbk5d8ap9b8a8d.xn--deba0ad/                                 |
| Japanese (テスト)           | xn--zckzah         | http://xn--r8jz45g.xn--zckzah/                                          |
| Tamil (பரிட்சை)                | xn--hlcj6aya9esc7a | http://xn--zkc6cc5bi7f6e.xn--hlcj6aya9esc7a/                            |
| Russian (Русский)           | xn--p1ai           | http://xn--e1afmkfd.xn--p1ai/                                           |